# Kristian Grimstvedt
Kristian Grimstvedt, född 1849 i Nissedal, död 1912, var en norsk översättare och lexikograf.
Från 1875 verkade Grimstvedt i några år som resande predikant på Sør- och Vestlandet. Därefter avlade han översättarexamen och undervisade i språk i Kristiania. Han startade även ett speditionsföretag.
Under tidigt 1870-tal inspirerades Grimstvedt till att sammanställa en Bibelordbok, vilken publicerades första gången 1891. Den har sålts i över 200 000 exemplar och hör till Norges mest sålda religiösa böcker.